# Bacsó Béla utca
Bacsó Béla utca est une rue de Budapest, située dans le quartier de Csarnok (8e arrondissement).